# Jōkō-ji
Le Jōkō-ji (常光寺) est un temple bouddhiste situé à Yao, dans la préfecture d'Osaka, au Japon. Il a été fondé à l'époque de Nara par Gyōki. 